# Patricia Guerra
Patricia Guerra Cabrera (ur. 21 lipca 1965 w Las Palmas de Gran Canaria) – hiszpańska żeglarka sportowa, złota medalistka olimpijska z Barcelony.
Zawody w 1992 były jej drugimi igrzyskami olimpijskimi, debiutowała w 1988. W Barcelonie zwyciężyła w klasie 470, partnerowała jej Theresa Zabell. W 1992 wspólnie zdobyły tytuł mistrzyń świata, w 1993 były drugie na globalnym czempionacie.